# Cebus albifrons
Cebus albifrons là một loài động vật có vú trong họ Cebidae, bộ Linh trưởng. Loài này được Humboldt mô tả năm 1812.
Loài này được tìm thấy trong bảy quốc gia khác nhau ở Nam Mỹ: Bolivia, Brazil, Colombia, Venezuela, Ecuador, Peru, và Trinidad và Tobago. Loài này được chia thành các phân loài khác nhau, dù sự phân chia này không chắc chắn và gây nhiều tranh cãi. Đây là một loài khỉ cỡ trung bình với mặt màu náu sáng và một mặt dưới màu trắng kem. Giống như các loài khỉ mũ khác, loài này loài ăn tạp, thức ăn chủ yếu là trái cây, động vật không xương, các bộ phận khác của cây và đôi khi ăn động vật có xương sống nhỏ. Loài khỉ này bị săn bắt bởi các loài chim săn mồi, các loài mèo nhỏ đặc biệt là mèo đốm Margay, đôi khi cả các loài rắn. Đây là một loài động vật đa thê và cuộc sống trên nhóm khá lớn từ 15 đến 35 cá thể, khỉ mẹ hai năm đẻ một lần, mỗi lứa một con.
Loài khỉ này duy trì một phạm vi nơi ở 1,2 đến 1,5 km2 và có tiếng kêu với âm thanh phức tạp. Đây là một trong số ít các loài linh trưởng biết chế tạo và sử dụng các công cụ trong hoang dã. Loài này có số lượng giảm. Sự sụt giảm được cho là do con người gây ra mất môi trường sống và suy thoái, và nạn săn bắn.

## Hình ảnh

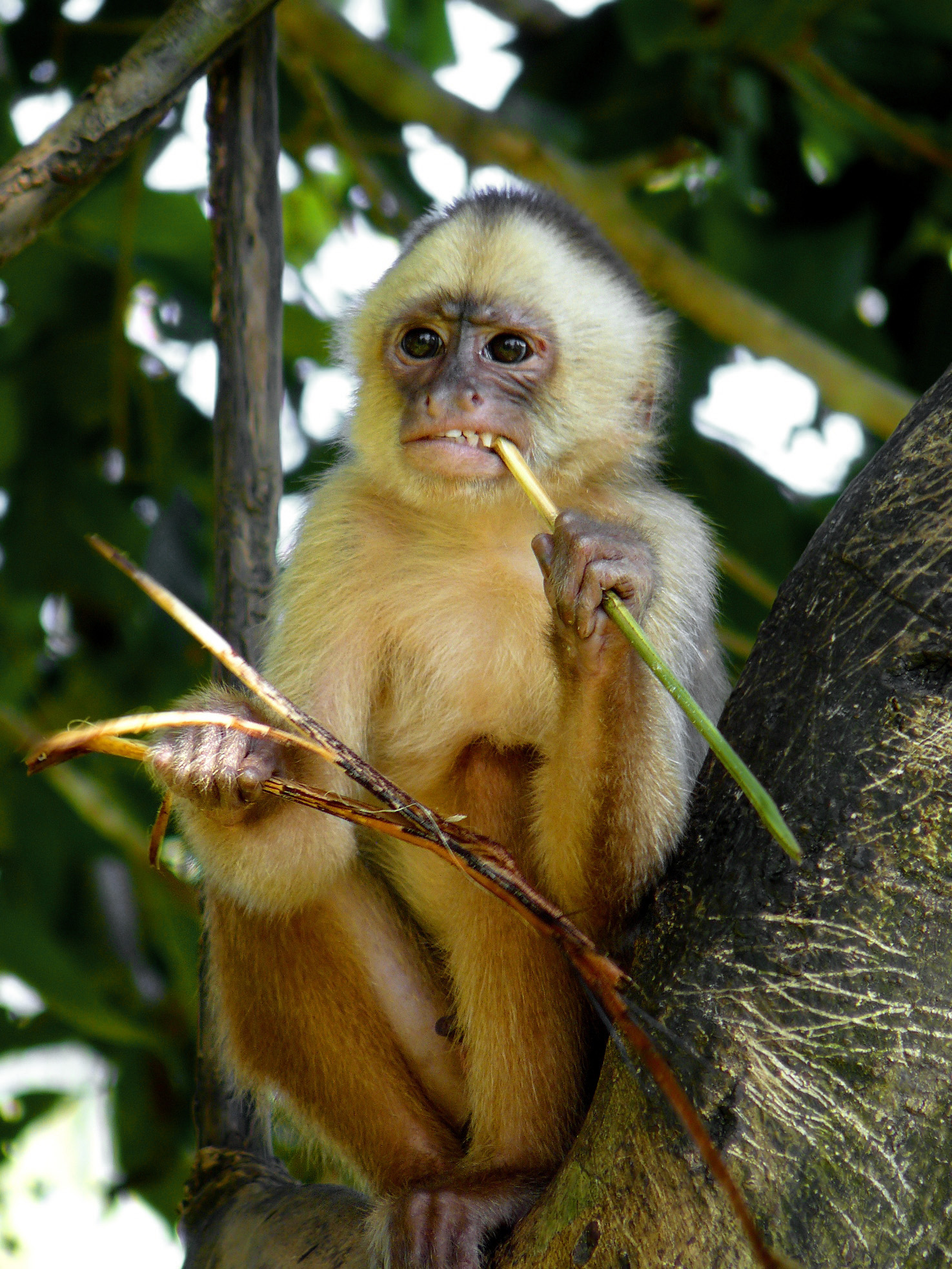
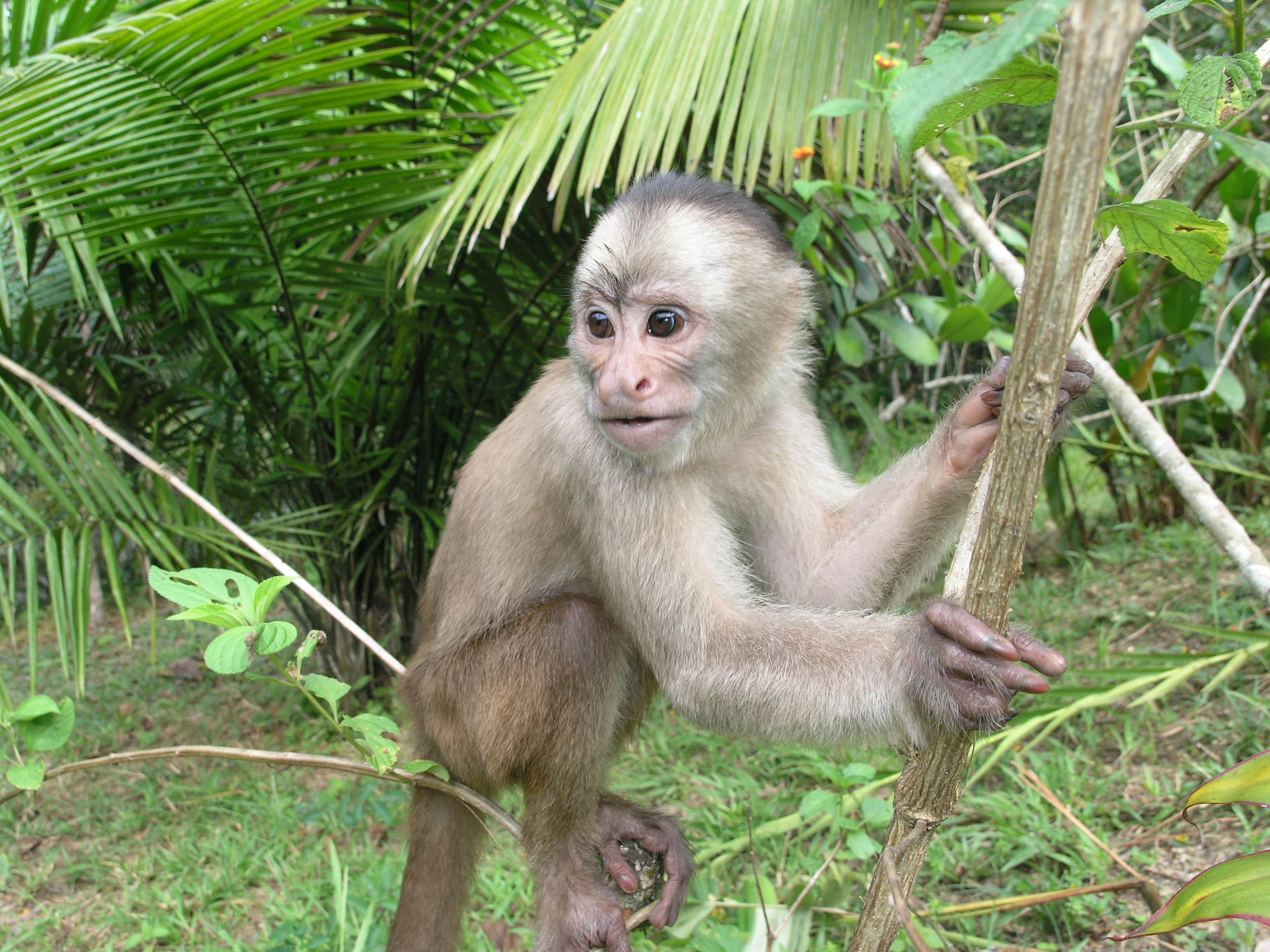
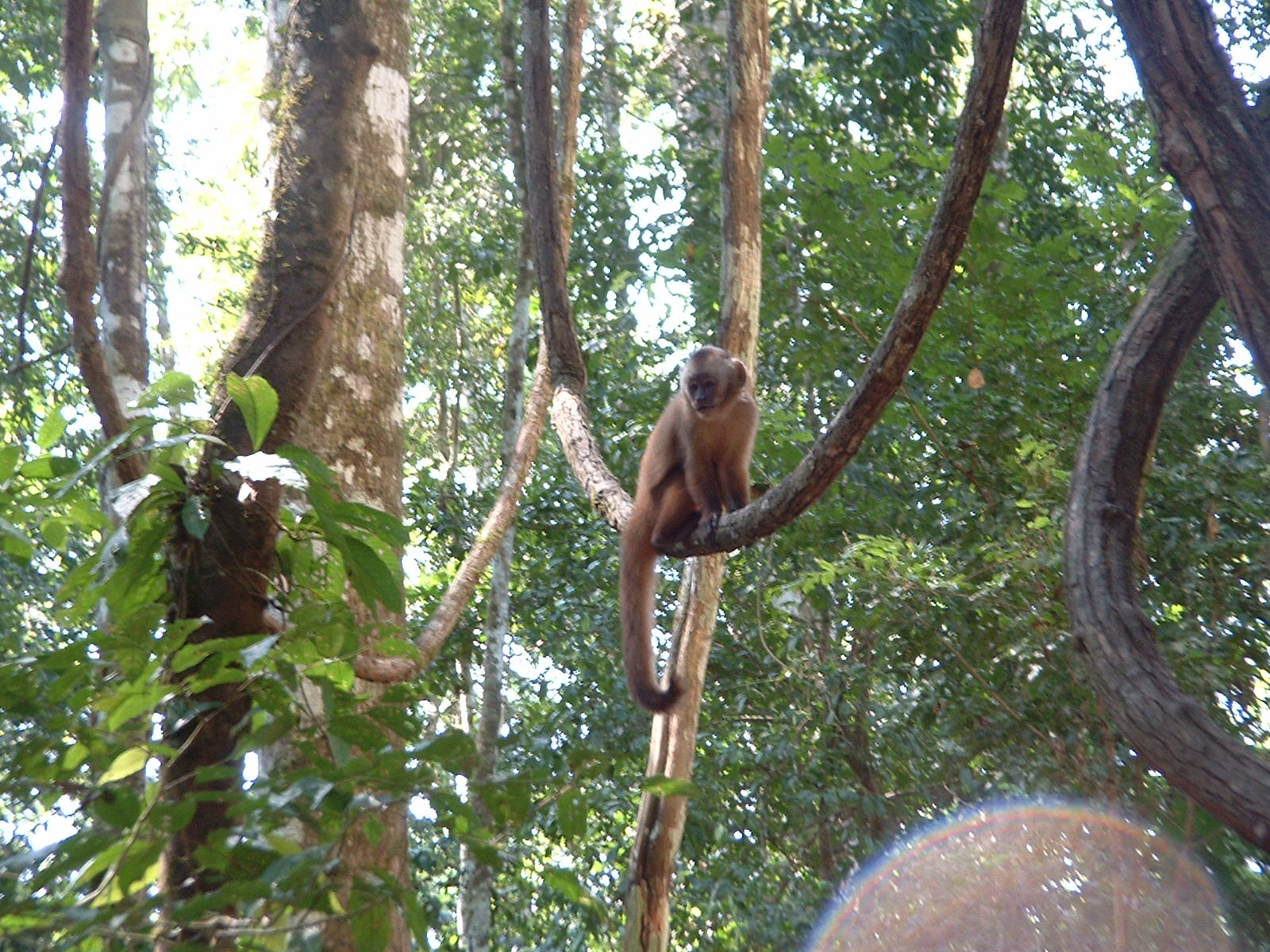
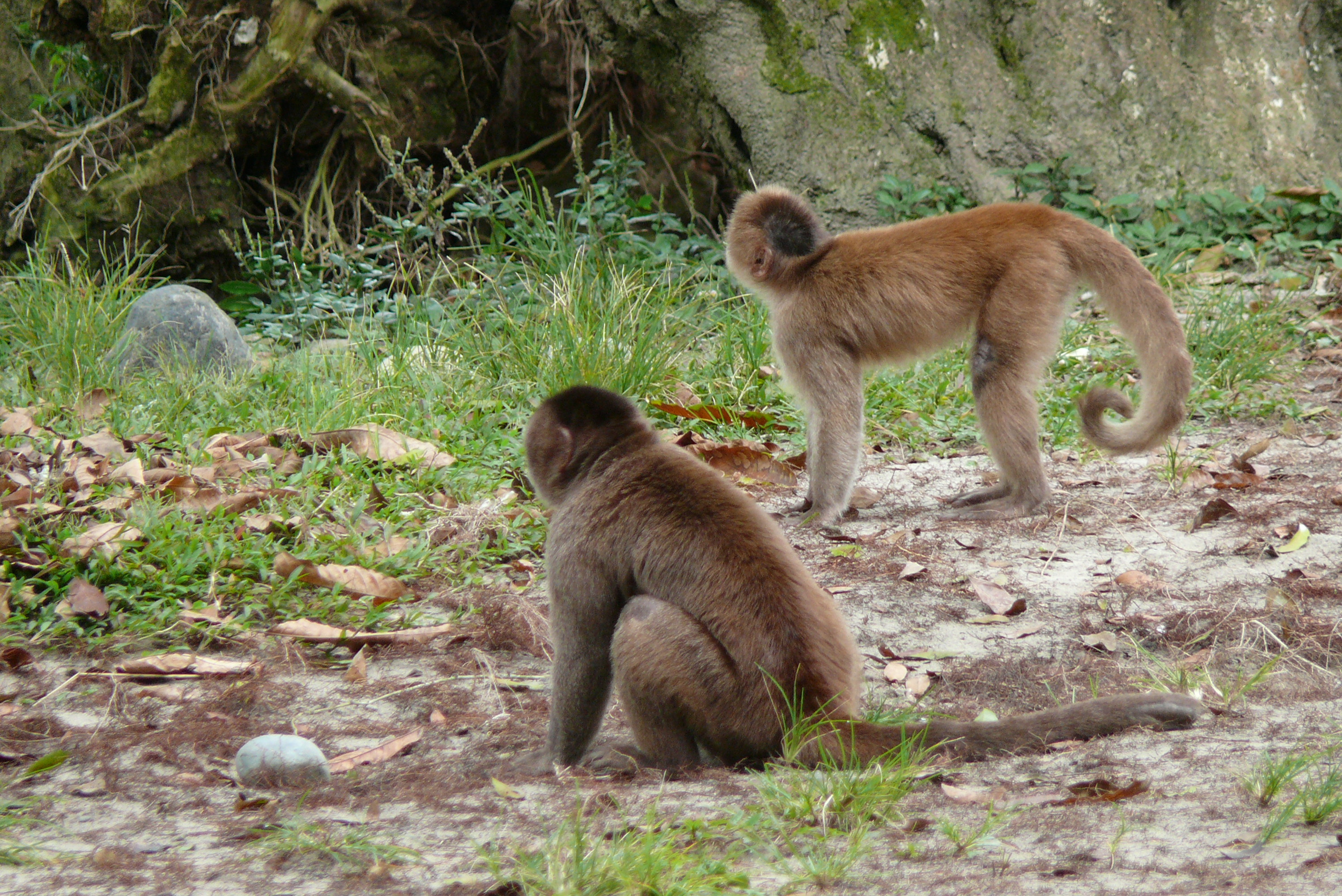